# Annamaria Palma
Annamaria Palma Guarnier (Pederobba, 19 luglio 1953) è un magistrato italiano, avvocato generale della Procura presso la Corte d'Appello di Palermo.

## Biografia
Laureata in giurisprudenza all'università di Palermo, è moglie dell'ex preside della facoltà di medicina di Palermo e sottosegretario alla Salute del governo Monti Adelfio Elio Cardinale.
Entra in magistratura nel 1978 come uditore giudiziario. Nel 1983 è pretore presso la pretura di Palermo e nel 1990 giudice della sezione fallimentare del tribunale del capoluogo siciliano. Nel 1992 diviene Sostituto procuratore della Repubblica presso il Tribunale di Palermo.
Nel 1994 si trasferisce a Caltanissetta come Sostituto Procuratore della Direzione distrettuale antimafia, istruendo processi per la Strage di via D'Amelio, per l'omicidio del consigliere istruttore Rocco Chinnici, quello del giudice Rosario Livatino, fino alla strage di Pizzolungo.
Nel giugno 2000 il CSM la nomina Procuratore aggiunto della Procura di Palermo (non senza qualche polemica), delegata al coordinamento della criminalità organizzata della Provincia di Agrigento. Nel 2005 è presidente del "Centro studi Cesare Terranova".
Nel luglio 2007 viene posta fuori ruolo su richiesta, e fa parte, come esperto, della segreteria del Ministro dell'Interno Giuliano Amato, e nel maggio 2008 di Roberto Maroni, fino al dicembre 2008, quando è chiamata dal presidente del Senato Renato Schifani come suo capo di gabinetto, restandovi fino all'aprile 2013. Nel luglio di quell'anno è nominata dal ministro della giustizia Annamaria Cancellieri Vice Capo del Dipartimento Affari di Giustizia e poi confermata dal nuovo ministro Andrea Orlando, e nell'agosto 2014 sostituisce come reggente al Dipartimento per la giustizia minorile Caterina Chinnici, eletta al Parlamento europeo.
Tornata di ruolo, il 12 ottobre 2015 si insedia come sostituto Procuratore Generale a Palermo Diviene nell'ottobre 2016 avvocato generale della procura presso la Corte d'appello di Palermo.

## Procedimenti giudiziari
Nel giugno 2019 viene iscritta nel registro degli indagati per "concorso in calunnia aggravata dall’aver favorito Cosa nostra", dalla procura di Messina, nell'ambito dell'inchiesta sul depistaggio nelle indagini sulla strage di via d'Amelio.
Il 2 febbraio 2021 l'inchiesta per depistaggio viene archiviata dal Gip.